# Digimon Adventure
Digimon Adventure (デジモンアドベンチャー Dejimon Adobenchā), kendt som den første sæson af Digimon: Digital Monsters uden for Japan, er en japansk anime tv-serie skabt af Akiyoshi Hongo og produceret af Toei Animation i samarbejde med WiZ, Bandai og Fuji Television. Det er den første anime-serie i Digimon media-franchisen, der er baseret på det virtuelle kæledyr med samme navn.
Serien omhandler en gruppe børn, der transporteres til en anden verden kaldet "Digital World", hvor hver af dem er partner med en Digimon og bliver "DigiDestined", der har til opgave at redde Digital World fra ondskab.
Den blev sendt i Japan mellem 7. marts 1999 og 26. marts 2000. I Italien blev serien udsendt på Rai Due, i Spanien blev serien udsendt på TVE2. I Tyskland blev serien udsendt på RTL II, i USA blev serien blev sendt på Fox Network, Fox Famliy, Toon Disney og Nicktoons
I Danmark blev der sendt på TV3 og Fox Kids
Serien blev udsendt i Europa på Fox Kids (undtagen Italien, Ungarn, Finland, Tjekkiet, Islandsk og andre)

## Skabelse
slagene og udviklingen er baseret på den animerede serie maksimalt, da Pokémon og øen File er baseret på Isla Nublar fra sagaen om Jurassic Park

## Broadcasting

### Japan
I Japan blev serien sendt på Fuji TV siden 7. marts 1999

### Italien
I Italien blev serien sendt på Rai Due siden 4. september 2000

### Tyskland
I Tyskland blev serien udsendt på RTL II siden 14. august 2000

### Sverige
I Sverige blev serien sendt på TV3 siden 2001 og senere på Fox Kids

### Danmark
I Danmark blev serien sendt på TV3 siden 2001 og senere på Fox Kids

### Kroatien
I Kroatien blev serien udsendt på Nova TV siden 2000

## Distributører
- Rai Due (2000) (TV) (Italien)
- RTL II (2000) (TV) (Tyskland)
- TF1 (2000) (TV) (Frankrig)
- TVE1 (2000) (TV) (Spanien)
- STS (2001) (TV) (Rusland)
- Fuji TV (1999) (TV) (Japan)
- Fox Kids (1999) (TV) (USA)
- RTL Klub (2002) (TV) (Ungarn)
- Jetix (2004) (TV) (USA)
- Cartoon Network (2002) (TV) (Indien)
- Nelonen (2001) (TV) (Finland)
- Nova TV (2000) (TV) (Kroatien)
- Jetix (2005) (TV) (Spanien)
- Selecta Vision (2019) (DVD) (Spanien)
- DNC Entertainment (2001) (VHS) (Italien)
- Rai Trade (2000) (alle medier) (Italien)
- Saban Entertainment (1999-2000) (alle medier) (USA)
- Dynit (2019) (DVD) (Italien)

## Stemmer
- Tai Kamiya: Cinzia Villari
- Sora Takenouchi: Valeria Vidali
- Matt Ishida: Paola Majano
- Izzy Izumi: Maura Cenciarelli
- Mimi Tachikawa: Michela Alborghetti
- Joe Kido: Marco Vivio
- TK: Tatiana Dessi